# Словачка на Песми Евровизије
Словачка је до сада учествовала само 7 пута. Више од 18. места, Словачка није успела да се позиционира у финалу. Од 2009. до 2012. године, Словачка је сва четири пута испала у полуфиналу. 2013. године објавили су повлачење са такмичења због финансијских проблема и мале заинтересованости.

## Представници
| Година    | Извођач(и)                      | Песма                   | Финале            | Поени             | Полуфинале       | Поени            |                  |
| --------- | ------------------------------- | ----------------------- | ----------------- | ----------------- | ---------------- | ---------------- | ---------------- |
| 1993      | Елан                            | "Amnestia na neveru"    | Нису се пласирали | Нису се пласирали | 4                | 50               |                  |
| 1994      | Тублатанка                      | "Nekonečná pieseň"      | 19                | 15                |                  |                  |                  |
| 1995      | Није учествовала                | Није учествовала        | Није учествовала  | Није учествовала  | Није учествовала | Није учествовала | Није учествовала |
| 1996      | Марсел Палондер                 | ""Kým nás máš"          | 18                | 19                | 17               | 36               |                  |
| 1997      | Није учествовала                | Није учествовала        | Није учествовала  | Није учествовала  | Није учествовала | Није учествовала | Није учествовала |
| 1998      | Катарина Хаспрова               | "Modlitba"              | 21                | 8                 |                  |                  |                  |
| 1999–2008 | Није учествовала                | Није учествовала        | Није учествовала  | Није учествовала  | Није учествовала | Није учествовала | Није учествовала |
| 2009      | Камил Микулчик и Нела Поцискова | "Leť tmou"              | Нису се пласирали | Нису се пласирали | 18               | 8                |                  |
| 2010      | Кристина Пелакова               | "Horehronie"            | Нису се пласирали | Нису се пласирали | 16               | 24               |                  |
| 2011      | TWiiNS                          | "I'm Still Alive"       | Нису се пласирали | Нису се пласирали | 13               | 48               |                  |
| 2012      | Макс Џејсон Меј                 | "Don't Close Your Eyes" | Нису се пласирали | Нису се пласирали | 18               | 22               |                  |
| 2013–2025 | Није учествовала                | Није учествовала        | Није учествовала  | Није учествовала  | Није учествовала | Није учествовала | Није учествовала |